# Campus Life ～生於世上真好～
「Campus Life ～生於世上真好～」（キャンパスライフ～生まれて来てよかった～）是日本的女子偶像組合℃-ute的第12张单曲。2010年4月28日由zetima发售。

## 概要
- 此單曲有3個版本，分別有「初回生産限定盤A - B」和「CD ONLY」。「初回生産限定盤」收錄了「Campus Life ～生於世上真好～」的PV。
- 在5月10日於公信榜单曲週排行榜取得第5位。

## 收錄内容

### CD（初回生産限定盤A - B，CD ONLY）
1. Campus Life ～生於世上真好～
（作詞・作曲：淳君 編曲：板垣祐介）
2. 站起來吧 少女們（立ち上がれ 乙女達）
（作詞・作曲：淳君 編曲：湯浅公一）
3. Campus Life ～生於世上真好～(Instrumental)

### DVD（初回生産限定盤A）
1. Campus Life ～生於世上真好～（Dance Shot Ver.）

### DVD（初回生産限定盤B）
1. Campus Life ～生於世上真好～（Close-up Ver.）